# 何姿
何姿（かし、He Zi、1990年12月11日 - ）は、中国の南寧市出身の女子飛込競技選手。
2012年ロンドンオリンピックでは呉敏霞とペアを組んだ女子3mシンクロナイズド板飛込みで金メダル、3m板飛込みで銀メダルを獲得した。
2016年リオデジャネイロオリンピックでは3m板飛込みで2大会連続の銀メダルを獲得した。表彰式後にチームメイトの秦凱からプロポーズを受け受諾し、2017年6月結婚式を挙げた。

## 主な成績
- オリンピック
  - 2012年ロンドンオリンピック
    - 3m板飛込み 銀メダル
    - 3mシンクロナイズド板飛込み 金メダル

  - 2016年リオデジャネイロオリンピック
    - 3m板飛込み 銀メダル
- 世界選手権
  - 2007年メルボルン世界水泳選手権
    - 1m板飛込み 金メダル

  - 2009年ローマ世界水泳選手権
    - 3m板飛込み 4位

  - 2011年上海世界水泳選手権
    - 3m板飛込み 銀メダル
    - 3mシンクロナイズド板飛込み 金メダル

  - 2013年バルセロナ世界水泳選手権
    - 1m板飛込み 金メダル
    - 3m板飛込み 銀メダル

  - 2015年カザン世界水泳選手権
    - 1m板飛込み 銅メダル
    - 3m板飛込み 銀メダル